# 蔡雲
蔡雲（？－1662年），臺灣明鄭王朝人物，鄭襲的部將，擁立鄭襲為留後，在鄭經克臺之役後，被賜死。

## 簡介
原為延平王鄭成功幼弟鄭襲的家僕，後為其謀士。
1662年（鄭氏永曆十六年）6月，鄭成功薨於承天，蔡雲遊說諸多將領，說鄭經曾經得罪鄭成功，不應繼位，得到臺灣軍將領黃昭以及蕭拱宸等人的支持，擁立鄭襲。
同年11月，世子鄭經自廈門親自率軍進攻臺灣安平，是為鄭經克臺，斬殺支持鄭襲的黃昭、蕭拱宸等。克臺後鄭經將叔父鄭襲軟禁，鄭襲深怕性命有危，便委罪於蔡雲，蔡雲被賜自縊。